# Antoine Wright
Antoine Domonick Wright (West Covina, 6 febbraio 1984) è un ex cestista statunitense.

## Carriera
Wright è stato scelto con la 15ª chiamata al Draft NBA del 2005 dai New Jersey Nets.
Nel febbraio 2008 viene ceduto assieme a Jason Kidd e Malik Allen a Dallas, in cambio di Keith Van Horn, Trenton Hassell, Maurice Ager, DeSagana Diop e Devin Harris.
Wright però a Dallas trova pochissimo spazio, visto che nel suo ruolo gioca l'All-Star Dirk Nowitzki.
Nemmeno a Sacramento riesce a trovare spazio, e dopo poche settimane della stagione 2010-11 viene tagliato. Successivamente ha giocato in Cina, in Spagna, in Venezuela, nella NBDL ed in Israele.